# Peter Thiel
Peter Andreas Thiel (Frankfurt am Main, 11 de outubro de 1967) é um  empresário estadunidense, capitalista de risco, cofundador do PayPal e da Palantir Technologies, que assumiu o controle de finanças e das necessidades de capital do Facebook, o que ocasionou, entre outros motivos, a saída de Eduardo Saverin.[carece de fontes?]. Em 2012 realizou, através do fundo Valar Ventures, seu primeiro investimento no Brasil, no varejista online Oppa .
É autor do livro De Zero a Um - O que aprender sobre empreendedorismo com o vale do silício.
Thiel é um conservador libertário que fez doações substanciais a figuras e causas da direita americana.